# Monopol bilateral
Un monopol bilateral este o structură de piață care constând dintr-un monopol (un singur vânzător) și un monopson (un singur cumpărător).

## Privire de ansamblu
Situațiile de monopol bilateral sunt de obicei analizate folosind teoria lui jocurilor de negociere Nash, iar prețul de piață și de ieșire va fi determinat de forțe, cum sunt puterea de negociere atât a cumpărătorului și a vânzătorului, cu un preț final stabilit între punctele de profit maxim ale celor două părți.. Un model de monopol bilateral este adesea folosit în situațiile în care costurile de comutare de ambele părți sunt prohibitiv de mari.

## Exemple
- Un exemplu de monopol bilateral ar fi atunci când un sindicat (un monopolist în furnizarea de forță de muncă) se confruntă cu un singur mare angajator într-o fabrică dintr-un oraș (un monopsonist).
- Un exemplu deosebit există în piață pentru propulsia nucleară a portavioanelor în Statele Unite, în cazul în care cumpărătorul ( Marina SUA) este singurul care cere acel produs, și există un singur vânzător (Huntington Ingalls Industries) prin prevederea de lege promulgată de către organizația părinte a cumpărătorului  (Departamentul Apărării a Statelor Unite, care până acum nu a licențiat o altă firmă pentru fabricarea, reparațiile capitale sau dezafectarea portavioanelor alimentate nuclear).
- Un exemplu tipic de monopol bilateral este o mină de lignit (cărbune brun)și o centrală electrică pe bază de lignit. Deoarece transportul de lignit nu este economică, stația de alimentare este situată aproape de mină. Mina este monopolistă în producția de lignit și, ca singur cumpărător, stația de alimentare acționează ca un monopson.